# 태백선 열차 충돌 사고
태백선 열차 충돌 사고(太白線列車衝突事故)는 2014년 7월 22일 강원도 태백시 상장동 태백선 제천 기점 약 97.1km 지점에서 무궁화호 열차와 O-train 열차가 정면 충돌한 사고이다.

## 개요
2014년 7월 22일 오후 5시 51분 경에 태백역과 문곡역 사이 구간인 강원도 태백시 상장동 구간에서 태백역을 출발한 청량리발 강릉행 무궁화호 제 1637호 열차와 철암발 서울행 O-train 제 4852호 열차가 정면 충돌하였다.

## 인명 피해
이 사고로 O-Train 이용고객 1명은 사망하였고 약 4~5명은 중상, 약 3~4명은 경상을 각각 입었으며 두 열차 이용고객 약 100여명이 자력으로 탈출하였다. 부상자 및 부상정도가 미약한 약 65명을 포함한 인원이 인근 태백중앙병원으로 이송되었다.

## 사고 경위
2014년 7월 22일 오후 17시 50분경, 태백선 문곡역에서 철암발 서울행 O-train 제 4852호 열차가 먼저 도착하여 정차 후, 청량리발 정동진행 무궁화호 제 1637호 열차와 교행 후 출발하도록 되어 있었으나, 제 4852호 열차의 기관사가 문곡역 출발신호기의 정지 상태를 확인하지 않고 그대로 통과하여 제 1637호 열차와 정면 충돌하였다.
제 4852호 열차의 기관사는 문곡역의 장내신호기에 주의 신호를 확인하고 시속 약 30여킬로미터의 속도로 진입하였고, 출발신호기의 정지 신호 현시에 따라 ATS가 동작되어 경고 벨이 울렸으나 ATS 확인 스위치를 조작하여 복귀시킨 후 출력을 높여 문곡역을 그대로 통과하였고, 이때 지적확인환호를 실시하지 않았음이 발견되었다. 문곡역 통과 후 약 440여미터 지점인 문곡 제2건널목에서 해당 관리원이 여러차례 '비상정지' 할 것을 통보하였으나 이를 듣지 못하고, 시속 약 90여킬로미터의 속도로 운행하던 중 마주오던 제 1637호 열차를 발견하고 즉시 비상제동을 체결하였으나 시속 약 50여킬로미터의 속도로 그대로 충돌하였다. 제 4852호 열차의 기관사는 열차 운전 중 사용이 금지된 휴대전화기를 상습적으로 사용하였고 사고발생 6분전에도 카카오톡으로 지인들에게 사진과 문자를 전송하여 주의력이 집중되지 않은 것으로 판단된다. 사고 조사에서 제 4852호 열차 기관사는 당초 문곡역이 교행 예정역이고 계획이 변경되지 않은 상태에서 문곡역 진입 시 장내신호기에 주의 신호, 출발신호기에 정지 신호가 현시되어 있었고, ATS가 정지할 것을 경고하였으나 본인은 "태백역 교행"으로 착각한 상태에서 이를 인지하지 못하였다고 진술하였다.

### 사고 원인
제 4852호 열차의 기관사가 문곡역에 진입하면서 출발신호기에 정지 신호가 현시되어 ATS의 경고 벨이 울렸음에도 불구하고 이를 수동으로 복귀시키고 그대로 통과하였고, 로컬관제원과 건널목 관리원의 반복된 비상정차 무선호출도 듣지 못 하는 등 제반규정을 지키지 않아 마주오던 열차와 정면충돌 후 탈선하였으며, 기여요인으로는 기관사가 열차운전을 하면서 오른손으로는 주간제어기를 잡고 왼손으로는 휴대전화기로 지인들에게 카카오톡으로 사진 및 메시지를 전송하다가 본연의 기본업무를 수행하지 않은 것으로 결정하였다.

## 사고 여파
이 사고로 태백선 구간을 운행하는 모든 열차가 운행 중지되어 기존 운행하려던 여객 열차는 철암역 ~ 태백역 구간은 버스를 이용해 연계 수송하거나 또는 영주역을 거치는 방법으로 우회하여 운행했다. 또한 코레일에서 긴급 복구반 인원 145명을 투입해 밤샘 복구 작업을 벌여 사고 다음날인 7월 23일 오전 6시 43분에 복구를 마쳤다. 실제 열차 운행은 정동진역에서 출발하는 청량리행 제 1634호 열차가 오전 08시 50분에 해당 구간을 지나가면서 이루어졌으나 이 사고로 중부내륙순환열차 2개 편성 중 1개 편성이 대파됨에 따라 수원역에서 출발 도착하는 중부내륙순환열차는 일반 새마을호 객차 등을 대체 충당하여 운행하다가 2015년 6월 2일 기준으로 서울역에서 출발 도착하는 대신 청량리역과 원주역을 경유하지 않게 되었고 영동선 방면의 무궁화호 열차도 동해역 출발 도착으로 단축되었다.

## 참고
- 철도사고보고서, 항공·철도사고조사위원회, PDF 첨부파일.